# Talaya Schmid
Talaya Schmid (* 1983 in Zürich) ist eine Schweizer Künstlerin.

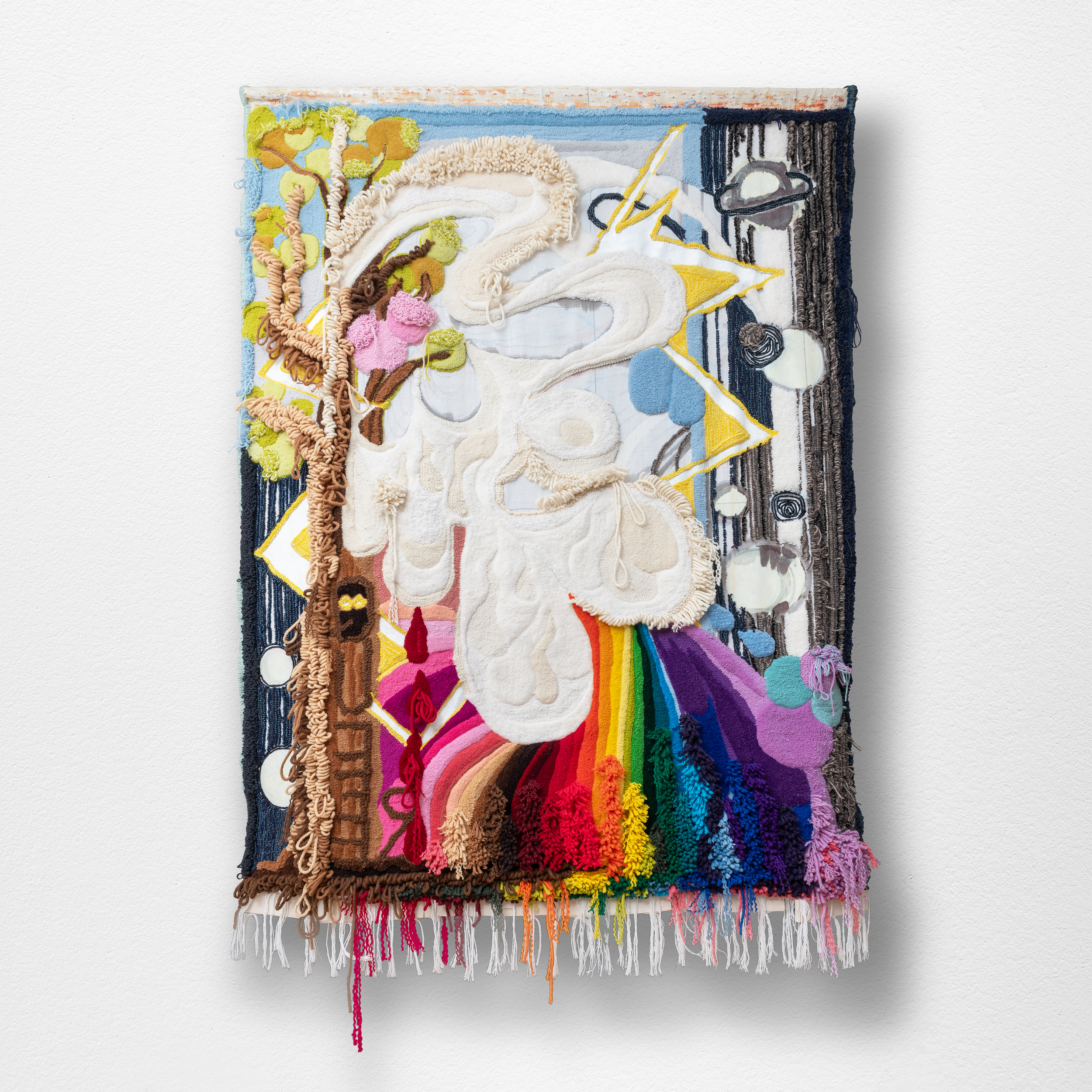
Talaya Schmid, "Waterfall of Relaxation", 2024, Getuftete Soft Sculpture

## Leben und Werk
Schmid besitzt einen Master in Fine Arts der Goldsmiths University of London sowie einen Bachelor in Fine Arts der Zürcher Hochschule der Künste.
Ihre Werke wurden in internationalen Ausstellungen gezeigt, unter anderem an der Industrial Art Biennale in Kroatien, an der Documenta 14 in Kassel, im Museum CerModern in Ankara, im Kunsthaus Zürich sowie im Haus Konstruktiv in Zürich. Ihre Arbeiten sind in verschiedenen privaten und öffentlichen Kunstsammlungen vertreten, beispielsweise in der Sammlung der Stadt Zürich und der Sammlung des Museum für Gestaltung Zürich.
Schmid ist bekannt für ihre getufteten, textilen Objekte, raumgreifende Installationen und Performances. In ihren Arbeiten beschäftigt sie sich mit der Beziehung zwischen Gesellschaft und Sexualität aus feministischer Sicht. Sie hinterfragt Vorstellungen von Körpern und Rollenbildern, setzt sich kritisch mit der Geschichte der textilen Kunst auseinander und schafft mit ihren Arbeiten Räume für Begegnung und Austausch.
Sie lebt und arbeitet in Zürich.
Schmid nutzt die Tufting-Technik, die ursprünglich zur Teppichherstellung entwickelt wurde, für die Gestaltung ihrer textilen Objekte. Mithilfe einer Tufting-Gun wird Garn durch eine in einen Rahmen gespannte Leinwand geschossen, wodurch liegende, stehende und tragbare Objekte entstehen, die sie als „Soft Sculptures“ bezeichnet. Die Motive reichen von bunten, abstrakten Körpern, Geschlechtsteilen und Organen bis hin zu monochromonen Textilarbeiten. Eine bekannte Serie von Schmid ist Spread the Love Cunts mit getufteten abstrakten Vulven. Die Soft Sculptures dienen sowohl als Bestandteile ihrer Installationen und Performances, als auch als Bühne und Bühnenbild. Sie sind häufig modular aufgebaut und verfügen über Öffnungen, in die Performance-Utensilien eingefügt oder aus denen Materialien hervortreten können.

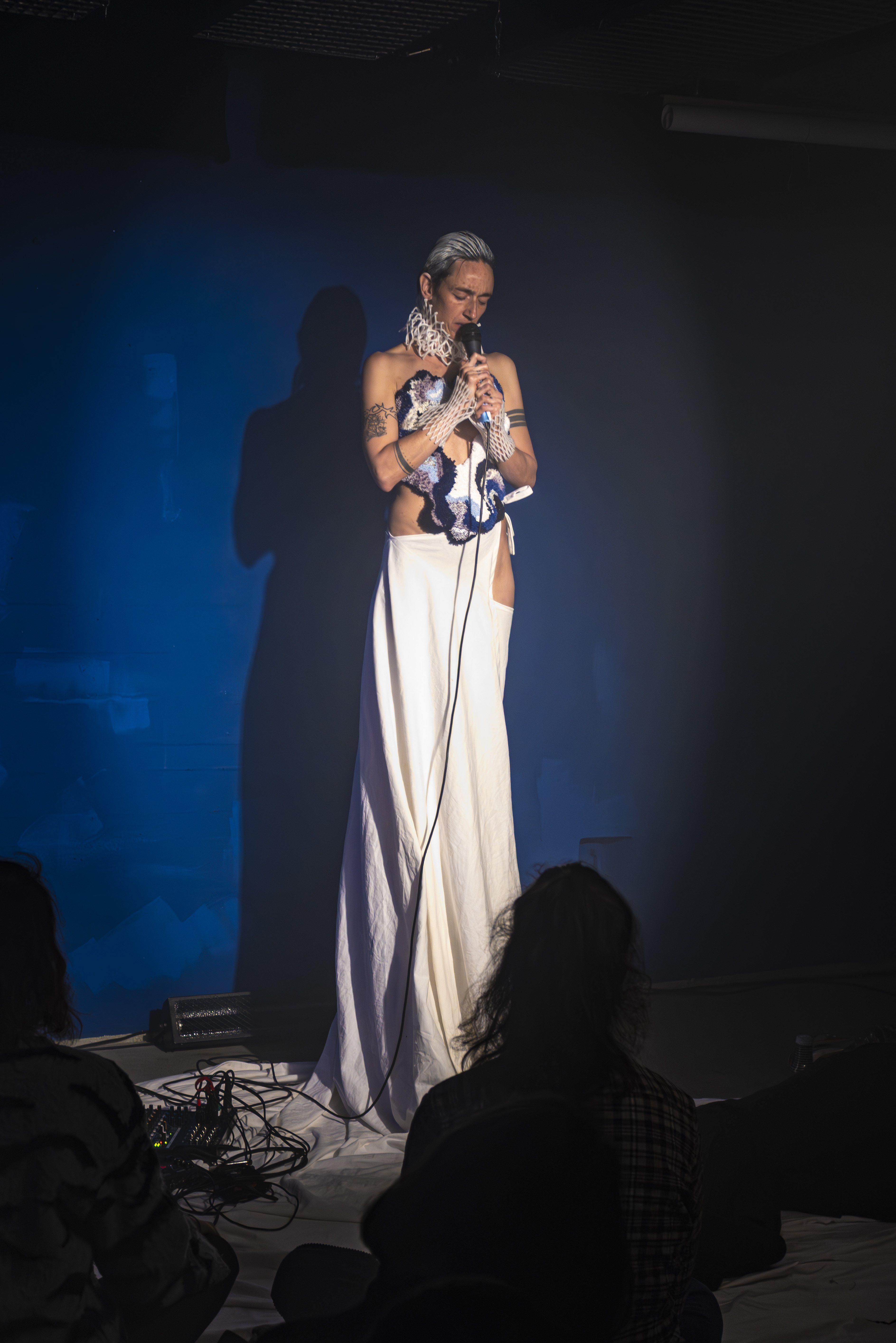
Talaya Schmid, "Collective Sigh Song", Performance mit Belia Winnewisser, 2025, Kulturstiftung Basel H. Geiger, Foto: Nicole Strube

In ihren Performances setzt Schmid ihre Stimme, Klänge und Erzählungen ein, um immersive und einladende Räume zu gestalten. Sie beschäftigt sich in ihren Performances mit der Auflösung stereotyper Körper- und Rollenbilder und verhandelt tabuisierte Themen auf niederschwellige und spielerische Weise. Ihr Schaffen zielt darauf ab, Räume zu eröffnen, die Begegnung, Austausch und neue Denkmöglichkeiten ermöglichen. Eine bekannte Performance von Schmid ist „Guided Group Mstrbtn“, die in stets sich wandelnder Form in mehreren Institutionen, unter anderem im Helmhaus Zürich und im Kunsthaus Zürich gezeigt wurde. In der Performance beschäftigt sich die Künstlerin mit den Themen Nähe, Entspannung, Berührung und Körperflüssigkeiten.
2011 gründete sie in London das feministische Kollektiv Berta Koch, das sich später KOCH Kollektiv nannte.
Im Jahr 2012 war sie Mitbegründerin des jährlichen „Porny Days“ Film- und Kunstfestivals in Zürich, das ein Programm mit Filmen, Performances, Podiumsdiskussionen, Lesungen und Workshops anbietet. Das Festival hat es sich zur Aufgabe gemacht, gängige Sichtweise auf Sexualität in Frage zu stellen, Tabus abzubauen und die Vielfalt und Komplexität menschlicher Intimität jenseits gesellschaftlicher Normen zu zelebrieren.
Schmid erhielt mehrere Auszeichnungen, unter anderem 2023 den Werkbeitrag des Kantons Zürich. Die dazugehörige Ausstellung fand im Museum Haus Konstruktiv in Zürich statt.

## Ausstellungen und Performances (Auswahl)
- 2013: Art-O-Rama, Salon international d'art contemporain, Marseille, FR[25]
- 2013: Ritual X, Local-Int Bienne, Biel, CH[26]
- 2014: Performancepreis Schweiz, Le Commun (BAC) Genf, CH[27]
- 2014: Swiss Art Award, Basel, CH[28]
- 2015: Momen, NextEx St. Gallen, CH[29]
- 2016: Joli Mois de Mai, Visarte Bienne, Biel, CH[30]
- 2017: Free Sidewalk Sex Clinic, documenta 14, Kassel, DE[31]
- 2018: Materialschau, Werkschau Kanton Zürich, Haus Konstruktiv Zürich, CH[32]
- 2019: Oskar Kokoschka. Expressionist, Migrant, Europäer, Kunsthaus Zürich, CH[33]
- 2020: Schall und Rauch, Kunsthaus Zürich und Cabaret Voltaire Zürich, CH[34]
- 2020: Körper / Gefühle, Helmhaus Zürich, CH[35]
- 2020: Solid / Slime, Uni Offspace, Zürich, CH[36]
- 2021: Radical Soft, Galerie König Büro, Zürich, CH (Einzelausstellung)[37]
- 2021: Love Letters: Stories of Distant Proximities, Horse & Pony, Berlin, DE[38]
- 2021: Guided Group Mstrbtn, Arsénic, Lausanne, CH[39]
- 2022: Take Care. Kunst + Medizin, Kunsthaus Zürich, CH[40]
- 2022: Womanhood & Sustainability, Museum Cermodern Ankara, Barin Han Offspace Istanbul, TUR[41]
- 2022: Collective (R)evolution, Bowie Creators, VC7 openspace, Zürich, CH[42]
- 2022: Art Salon Zürich, Kunstmesse, Zürich, CH[43]
- 2022: Atelier Vivant, Lilly Keller Stiftung, Thusis, CH[44]
- 2023: Landscapes of Desire, 4th Industrial Art Biennial / Museum of Modern and Contemporary Art Rijeka, HRV[45]
- 2023: Werkschau Kanton Zürich, Haus Konstruktiv Zürich, CH[46]
- 2023: Macht Macht Macht, Vögele Kulturzentrum, Pfäffikon, CH[47]
- 2023: Kunststipendien der Stadt Zürich, Helmhaus Zürich, CH[48]
- 2024: Suffer NOW, Galerie König Büro, Zürich, CH[49]
- 2025: Textile Manifeste – von Bauhaus bis Soft Sculpture, Museum für Gestaltung, Zürich, CH[50]
- 2025: Library Of Performances n°2, Sandra Knecht. Home Is a Foreign Place, Kulturstiftung Basel H. Geiger, Basel, CH[51]
- 2025: Songs of Friendship and Loss, Theater Neumarkt, Zürich, CH[52]
- 2025: The Unboxing Experience, Clemens Sels Museum, Neuss, DE[53]

## Veröffentlichungen
- Cunt. Liebesbrief an ein Schimpfwort. Edition Clandestin, Biel 2021, ISBN 978-3-907262-25-2.